# Los autos locos (serie de televisión de 2017)
Los autos locos (en inglés Wacky Races) es un reboot de la serie de televisión infantil estadounidense animada desarrollada por Rebecca Himot y Tramm Wigzell. Es la nueva versión de la serie animada de Hanna-Barbera estrenada en 1968. Debutó en el servicio de VOD de Boomerang en los Estados Unidos en octubre y se estrenó internacionalmente durante la parte final del año.
Los Primeros 10 Capítulos en España se publicaron en DVD el 3 de octubre de 2018

## Voces de doblaje
| Personajes Principales                                             | Actor de voz original (Estados Unidos) | Actor de doblaje (Hispanoamérica) | Actor de doblaje (España) |
| ------------------------------------------------------------------ | -------------------------------------- | --------------------------------- | ------------------------- |
| Dick Dastardly Pierre Nodoyuna                                     | Peter Woodward                         | Gerardo Alonso                    | José Javier Serrano       |
| Muttley Patán                                                      | Billy West                             | Gerardo Alonso                    | Rafael Parra              |
| Tiny Mini                                                          | Billy West                             | Igor Cruz                         | Ignasi Díaz               |
| Bella                                                              | Tom Kenny                              | Armando Coria                     | Jordi Ribes               |
| Penelope Pitstop Penélope Glamour                                  | Nicole Parker                          | Lourdes Arruti                    | Noemí Bayarri             |
| Peter Perfect Pedro Bello                                          | Diedrich Bader                         | Sergio Morel                      | Luís García Marquez       |
| I.Q. Ickly Listóforo (Latinoamérica) C. I. Ngenio (España)         | Jill Talley                            | Erika Langarica                   | Marta Estrada             |
| Brick Crashman Beto Choques (Latinoamérica) Brick Choques (España) | Christopher Judge                      | Luis Fernando Orozco              | Ricky Coello              |

## Episodios

### Temporada 1: 2017-2018
| Serie # | Temp. # | Título                                                                                                | Estreno en Estados Unidos | Estreno en Latinoamérica                                        | Estreno en España              |
| --- | ------- | --- | ------------------------- | --------------------------------------------------------------- | ------------------------------ |
| 1 | 1       | «A veces se gana, a veces se esquía (LA) Escalofrío en la nieve (ES)» «Ya Win Some, Ya Luge Some»     | 14 de agosto de 2017      | 6 de noviembre de 2017 (Boomerang) 10 de noviembre de 2017 (CN) | 30 de julio de 2018 (Boing)    |
| Los corredores participan en los Juegos Locos de Invierno y compiten en luge, salto con esquíes, slalom y pruebas de snowboard. Los juegos culminan con una competencia final, en la que Pierre Nodoyuna y Patán realizan una danza con patines sobre hielo muy perturbadora. |         | |                           |                                                                 |                                |
| 2 | 2       | «Mambo Itali-Go-Go (LA) Mambo italiano (ES)» «Mambo Itali-Go-Go»                                      | 31 de agosto de 2017      | 6 de noviembre de 2017 (Boomerang) 17 de noviembre de 2017 (CN) | 30 de julio de 2018 (Boing)    |
| Los competidores corren a través de la idílica campiña de la Toscana. Allí descubren que no siempre es positivo el exceso de hospitalidad. |         | |                           |                                                                 |                                |
| 3 | 3       | «Viajando al Mardi Gras (LA) Qué lejos queda el Mardi Gras (ES)» «So Far to Mardi Gras»               | 31 de agosto de 2017      | 6 de noviembre de 2017 (BOOM) 24 de noviembre de 2017 (CN)      | 31 de julio de 2018 (Boing)    |
| Los competidores, acompañados por Pandora Glamour, la corredora estrella, corren con embarcaciones personalizadas por los pantanos de Luisiana. |         | |                           |                                                                 |                                |
| 4 | 4       | «El expreso de Pascua (LA) Isla de Pascua (ES)» «Easter Express»                                      | 31 de agosto de 2017      | 6 de noviembre de 2017 (BOOM) 1 de diciembre de 2017 (CN)       | 31 de julio de 2018 (Boing)    |
| Los residentes de la Isla de Pascua celebran un festival antiguo con una carrera. Los competidores terminan despertando a una enorme amenaza alienígena que, a su vez, despierta a las estatuas durmientes de la Isla de Pascua para conquistar el mundo. A menos que Patán pueda detenerlos. |         | |                           |                                                                 |                                |
| 5 | 5       | «Carrerot (LA) Carrera-lot (ES)» «Race-a-Lot»                                                         | 31 de agosto de 2017      | 13 de noviembre de 2017 (BOOM) 8 de diciembre de 2017 (CN)      | 1 de agosto de 2018 (Boing)    |
| Camelot Medieval nunca fue tan emocionante... ¡o loco! |         | |                           |                                                                 |                                |
| 6 | 6       | «Pedro Fello (LA) Pedro Feo (ES)» «Peter Imperfect»                                                   | 31 de agosto de 2017      | 20 de noviembre de 2017 (BOOM) 15 de diciembre de 2017 (CN)     | 1 de agosto de 2018 (Boing)    |
| Pedro y Pierre quedan atrapados en la inevitable explosión de Listóforo. Pedro pierde su inspiración y se convierte en un tipo tímido y muy tonto. Pero Pierre Nodoyuna ha absorbido la perfección de Pedro y se niega a devolverla... a menos que los amigos de Pedro puedan perseguir a Pierre y volver a hacer perfecto a Pedro. |         | |                           |                                                                 |                                |
| 7 | 7       | «Juntos podemos (LA) Estamos cañón (ES)» «Yes, We Canyon»                                             | 31 de agosto de 2017      | 27 de noviembre de 2017 (BOOM) 22 de diciembre de 2017 (CN)     | 2 de agosto de 2018 (Boing)    |
| Cuando están de vacaciones, los corredores se abruman mutuamente con su actitud competitiva y terminan destruyendo el Gran Cañón. |         | |                           |                                                                 |                                |
| 8 | 8       | «Corredores romanos (LA) ¡Nos vamos, romanos! (ES)» «Roamin' Racers»                                  | 31 de agosto de 2017      | 4 de diciembre de 2017 (BOOM) 29 de diciembre de 2017 (CN)      | 2 de agosto de 2018 (Boing)    |
| Los corredores participan en los Juegos Romanos. |         | |                           |                                                                 |                                |
| 9 | 9       | «Los corredores y la prisión (LA) Los caraduras a la carrera (ES)» «Smokey and the Racers»            | 31 de agosto de 2017      | 11 de diciembre de 2017 (BOOM) 5 de enero de 2018 (CN)          | 7 de agosto de 2018 (Boing)    |
| Los competidores corren por el sur profundo de los Estados Unidos hasta que entran en conflicto con el primo de Pierre Nodoyuna, el sheriff Brazote D. Ley. Capturados por los controles de velocidad del sheriff y Giblet, su ayudante, los corredores son sentenciados a 847 años en la prisión local, y deben encontrar un modo de escapar y terminar la carrera. |         | |                           |                                                                 |                                |
| 10 | 10      | «Correqueteros (LA) Los tres piloteros (ES)» «Raceketeers»                                            | 31 de agosto de 2017      | 18 de diciembre de 2017 (BOOM) 12 de enero de 2018 (CN)         | 7 de agosto de 2018 (Boing)    |
| Penélope, Pedro, Mini y Bella asumen el papel de los Tres Mosqueteros en una versión alocada y llena de acción de El hombre de la máscara de hierro. |         | |                           |                                                                 |                                |
| 11 | 11      | «Carrera fantástica (LA) Carrera alucinante (ES)» «Fantastic Race»                                    | 31 de agosto de 2017      | 1 de enero de 2018 (BOOM) 19 de enero de 2018 (CN)              | 8 de agosto de 2018 (Boing)    |
| Encogidos a tamaños microscópicos, Pierre Nodoyuna se inyecta por accidente a los corredores, que deben correr por su sistema circulatorio esquivando sus glóbulos blancos y encontrar una salida antes de volver a su tamaño normal dentro de Pierre. ¡Auch! |         | |                           |                                                                 |                                |
| 12 | 12      | «Carrera espacial (LA/ES)» «Space Race»                                                               | 31 de agosto de 2017      | 15 de enero de 2018 (BOOM) 2 de febrero de 2018 (CN)            | 9 de agosto de 2018 (Boing)    |
| Mil años más tarde, en el futuro, Los autos locos siguen vivitos y coleando. ¡Y todavía más locos! |         | |                           |                                                                 |                                |
| 13 | 13      | «El asiento trasero (LA) El maletero maldito (ES)» «Backseat Drivers»                                 | 28 de septiembre de 2017  | 8 de enero de 2018 (BOOM) 26 de enero de 2018 (CN)              | 8 de agosto de 2018 (Boing)    |
| A los corredores siempre les dio curiosidad el misterioso Doombuggy. Al parecer, la Pareja Compleja vive en el camión. Los corredores se meten sin que los vean y quedan atrapados en un mundo maravilloso increíblemente gigante de Halloween, perseguidos por varios monstruos conocidos. |         | |                           |                                                                 |                                |
| 14 | 14      | «Fuera del camino (LA) Des-pistados (ES)» «Off Track»                                                 | 21 de diciembre de 2017   | 7 de mayo de 2018 (BOOM) 27 de julio de 2018 (CN)               | 9 de agosto de 2018 (Boing)    |
| Pedro y sus amigos corren hacia Villa Bella, ¿la ciudad natal de Pedro? Allí descubren que, después de todo, no es tan bella. |         | |                           |                                                                 |                                |
| 15 | 15      | «Cavercarreras (LA) Carrerícolas (ES)» «Cave Racers»                                                  | 21 de diciembre de 2017   | 22 de enero de 2018 (BOOM) 3 de agosto de 2018 (CN)             | 10 de agosto de 2018 (Boing)   |
| Un viaje al pasado revela la primera carrera de Los autos locos. |         | |                           |                                                                 |                                |
| 16 | 16      | «El gurú de mis sueños (LA) El gurú de los sueños (ES)» «Guru My Dreams»                              | 21 de diciembre de 2017   | 21 de mayo de 2018 (BOOM) 10 de agosto de 2018 (CN)             | 10 de agosto de 2018 (Boing)   |
| Con la ayuda de un consejero espiritual muy poco normal, los competidores corren por el mundo de ensueño de su inconsciente colectivo, donde se encuentran con sus fantasías más preciadas o ¿en el caso de Pierre Nodoyuna? con una psiquis profundamente dañada. |         | |                           |                                                                 |                                |
| 17 | 17      | «Carrera helada (LA) ¡Me dejas helado! (ES)» «Cold Rush»                                              | 31 de mayo de 2018        | 28 de mayo de 2018 (BOOM) 17 de agosto de 2018 (CN)             | 7 de enero de 2019 (Movistar+) |
| Antes de una carrera al polo sur, Pedro desafía a Pierre Nodoyuna a ganar una sola carrera sin hacer trampa. Mientras pasan a toda velocidad por la Antártida junto a pingüinos súper tiernos y juguetones, encuentran trampas que Pierre niega rotundamente haber colocado. Nadie le cree, hasta que la terrible verdad se revela. ¡Los pingüinos son malvados! Son los matones vándalos y mafiosos de la Antártida, y también la causa del calentamiento global. ¿Podrán los corredores vencer a esas amenazas elegantes antes de que sea demasiado tarde? |         | |                           |                                                                 |                                |
| 18 | 18      | «Qué loco es vivir (LA) ¡Qué loco es vivir! (ES)» «It’s a Wacky Life»                                 | 30 de noviembre de 2017   | 24 de agosto de 2018 (CN) 20 de diciembre de 2018 (BOOM)        | 7 de enero de 2019 (Movistar+) |
| Durante una fiesta de Navidad de los autos locos, Pierre Nodoyuna utiliza uno de sus últimos trucos y termina en el cielo, repasando sus fechorías del pasado con un ángel conocido llamado Melvin. |         | |                           |                                                                 |                                |
| 19 | 19      | «Lógica de pretzel (LA) Pretzels a montones (ES)» «Pretzel Logic»                                     | 21 de diciembre de 2017   | 4 de junio de 2018 (BOOM) 31 de agosto de 2018 (CN)             | 7 de enero de 2019 (Movistar+) |
| Desdémona, la prima bávara de Pierre, captura a los competidores durante una carrera por los Alpes, y los encierra en sus minas de pretzels. ¿Estarán nuestros competidores destinados a excavar bocadillos salados para siempre, o podrá Penélope salvar a los chicos de un destino alto en carbohidratos? |         | |                           |                                                                 |                                |
| 20 | 20      | «Por la nieve voy (LA) Una Navidad a todo Gas (ES)» «Dashing Thru the Snow»                           | 30 de noviembre de 2017   | 2 de julio de 2018 (BOOM) 7 de septiembre de 2018 (CN)          | 7 de enero de 2019 (Movistar+) |
| Durante una carrera al Polo Norte, los corredores atropellan por accidente a Santa Claus y ahora deben ocupar su lugar para salvar la Navidad. |         | |                           |                                                                 |                                |
| 21 | 21      | «Carrera en pañales (LA) La fórmula de la velocidad (ES)» «Formula Racing»                            | 30 de noviembre de 2017   | 11 de junio de 2018 (BOOM) 14 de septiembre de 2018 (CN)        | 7 de enero de 2019 (Movistar+) |
| Los corredores se convierten en bebés y Pierre Nodoyuna queda atrapado como su niñero. Pero, aunque sean bebés, necesitan la velocidad con ansias, cosa que Nodoyuna lamenta mucho. |         | |                           |                                                                 |                                |
| 22 | 22      | «Anticompetible (LA) Descalificado (ES)» «Unraceable»                                                 | 21 de diciembre de 2017   | 18 de junio de 2018 (BOOM) 21 de septiembre de 2018 (CN)        | 7 de enero de 2019 (Movistar+) |
| P. T. Vaquerina, el dueño de la carrera, le prohíbe la entrada a Pierre Nodoyuna, por sus trampas habituales y peligrosas. Nodoyuna se ve obligado a ir a una agencia de empleos y aceptar una serie de otros trabajos... para los cuales es divertidamente inepto. |         | |                           |                                                                 |                                |
| 23 | 23      | «Cambio de hermana (LA) Cambio de hermanas (ES)» «Sister, Twister»                                    | 21 de diciembre de 2017   | 1 de octubre de 2018 (BOOM) 5 de octubre de 2018 (CN)           | 7 de enero de 2019 (Movistar+) |
| Pandora intercambia el lugar de su hermana gemela Penny para ganar el premio de buena conducta deportiva y juego limpio. Pero a Pandora, que tiene mal carácter, le cuesta fingir que es la hermana imperturbablemente bondadosa. |         | |                           |                                                                 |                                |
| 24 | 24      | «Marte necesita carreras (LA) Marte necesita pilotos (ES)» «Mars Needs Racers»                        | 21 de diciembre de 2017   | 8 de octubre de 2018 (BOOM) 12 de octubre de 2018 (CN)          | 7 de enero de 2019 (Movistar+) |
| El último evento para recaudar fondos de P.T. Vaquerina envía a los corredores hasta Marte, donde correrán contra un malvado tirano espacial para ver quién se queda con la Tierra. |         | |                           |                                                                 |                                |
| 25 | 25      | «Carrera hasta el fondo (LA) Carrera al centro de la tierra (ES)» «Race to the Bottom»                | 21 de diciembre de 2017   | 15 de octubre de 2018 (BOOM) 19 de octubre de 2018 (CN)         | 7 de enero de 2019 (Movistar+) |
| Una carrera por el centro del planeta hasta una Tierra que el tiempo olvidó. Los atacan dinosaurios, pero los rescata a último momento una tribu de personas-topo que coronan de inmediato a Patán como rey. Penélope descubre que Patán en realidad será ofrecido en sacrificio a un volcán gigante y, por eso, ella y los corredores deben encontrar un modo de rescatar a su amigo desganado. |         | |                           |                                                                 |                                |
| 26 | 26      | «Hazlo de nuevo, Nodoyuna (LA) Pierrepecion (ES)» «Do Over Dastardly»                                 | 21 de diciembre de 2017   | 22 de octubre de 2018 (BOOM) 26 de octubre de 2018 (CN)         | 7 de enero de 2019 (Movistar+) |
| Una máquina del tiempo experimental le da la capacidad de rebobinar el tiempo a Oscar Ivan Merchan Valencia por 30 segundos por vez. ¿Pero de qué sirve viajar en el tiempo si eres un corredor que se rehúsa a aprender de sus errores? |         | |                           |                                                                 |                                |
| 27 | 27      | «Cambio de cuerpos (LA) Cambio de-mente (ES)» «Swap Meet»                                             | 10 de mayo de 2018        | 29 de octubre de 2018 (BOOM) 2 de noviembre de 2018 (CN)        | 7 de enero de 2019 (Movistar+) |
| Mientras los corredores pasan a toda velocidad por las colinas de césped azulado de Kentucky, otro de los inventos de Listóforo comienza a intercambiar las personalidades de los corredores al azar. Por supuesto, sin importar en qué cuerpo está Pierre en cada momento, siempre se lleva la peor parte de sus propias trampas. |         | |                           |                                                                 |                                |
| 28 | 28      | «Mamá maneja mejor (LA) Mamá, no corras (ES)» «Mother Knows Best»                                     | 8 de mayo de 2018         | 5 de noviembre de 2018 (BOOM) 9 de noviembre de 2018 (CN)       | 7 de enero de 2019 (Movistar+) |
| El futuro no es lo que solía ser. Eso descubre el equipo de Wacky One cuando el malvado Lord Nodoyuna los desafía a correr una carrera para ganar el Corazón de la Galaxia. |         | |                           |                                                                 |                                |
| 29 | 29      | «Carrera contra el tiempo (LA) El futuro de las carreras (ES)» «Race Against Time»                    | 21 de diciembre de 2017   | 12 de noviembre de 2018 (BOOM)                                  | 7 de enero de 2019 (Movistar+) |
| Secuestran a Pedro durante una carrera y el equipo se zambulle en una acción alocada para salvarlo. |         | |                           |                                                                 |                                |
| 30 | 30      | «Mi bello Mini (LA/ES)» «My Fair Tiny»                                                                | 21 de diciembre de 2017   | 19 de noviembre de 2018 (BOOM)                                  | 7 de enero de 2019 (Movistar+) |
| La carrera anual en la que las madres acompañan a cada uno de los corredores. La relación que cada uno de los corredores tiene con su madre se explora en detalle, hasta que las mamás se ven envueltas en la carrera y dejan a sus hijos tragando polvo. |         | |                           |                                                                 |                                |
| 31 | 31      | «Bajo el arcoíris (LA/ES)» «Under The Rainbow»                                                        | 15 de marzo de 2018       | 5 de junio de 2019 (BOOM)                                       | 7 de enero de 2019 (Movistar+) |
| Para ganar más carreras, Pierre Nodoyuna crea versiones clonadas malvadas de los demás corredores. Por desgracia, todos tienen la personalidad de él. |         | |                           |                                                                 |                                |
| 32 | 32      | «Wacky Spaces (LA) Los autos de las galaxias (ES)» «Wacky Spaces»                                     | 31 de mayo de 2018        | 12 de junio de 2019 (BOOM)                                      | 7 de enero de 2019 (Movistar+) |
| 33 | 33      | «Los peligros de ser Pedro Bello (LA) Los peligros de Pedro Bello (ES)» «The Perils of Peter Perfect» | 31 de mayo de 2018        | 19 de junio de 2019 (BOOM)                                      | 7 de enero de 2019 (Movistar+) |
| Secuestran a Pedro durante una carrera y el equipo se zambulle en una acción alocada para salvarlo. |         | |                           |                                                                 |                                |
| 34 | 34      | «Púrpura necesita púrpura (LA) Realidades Pierre-adas (ES)» «Purple Who Need Purple»                  | 31 de mayo de 2018        | 26 de junio de 2019 (BOOM)                                      | 7 de enero de 2019 (Movistar+) |
| 35 | 35      | «Carrera al infinito (LA) Carrera hasta el infinito (ES)» «Race to Infinity»                          | 31 de mayo de 2018        | 3 de julio de 2019 (BOOM)                                       | 7 de enero de 2019 (Movistar+) |
| Presionado por su padre para ganar al menos una carrera de una vez por todas, Pierre Nodoyuna hace lo imposible con un sinnúmero de trucos y trampas. Todos ellos lo perjudican. Mucho. Penélope convence a los demás competidores de dejar ganar a Pierre, pero qué difícil es dejar ganar algo a este tipo. |         | |                           |                                                                 |                                |
| 36 | 36      | «A su modo o de ningún modo (LA) No das ni una si eres Nodoyuna» «His Way Or The Highway»             | 31 de mayo de 2018        | 10 de julio de 2019 (BOOM)                                      | 7 de enero de 2019 (Movistar+) |
| Ay, no sé. Más carreras futuristas en naves espaciales. Y extraterrestres. Y un planeta malvado llamado Bob. |         | |                           |                                                                 |                                |
| 37 | 37      | «Rodeo alocado (LA) Vaqueros locos (ES)» «Racer Roundup»                                              | 31 de mayo de 2018        | 17 de julio de 2019 (BOOM)                                      | 7 de enero de 2019 (Movistar+) |
| Un musical de Bollywood da un paseo por la antigua ciudad india. |         | |                           |                                                                 |                                |
| 38 | 38      | «El abuelo es más sabio (LA) El abuelo Nodoyuna (ES)» «Grandfather Knows Dast»                        | 31 de mayo de 2018        | 24 de julio de 2019 (BOOM)                                      | 7 de enero de 2019 (Movistar+) |
| 39 | 39      | «Carrera de treinta y seis metros (LA) Las 40 yardas (ES)» «40 Yard Dash»                             | 31 de mayo de 2018        | 31 de julio de 2019 (BOOM)                                      | 7 de enero de 2019 (Movistar+) |
| Una carrera ambientada como una película del oeste demuestra ser más de lo que los competidores esperaban. |         | |                           |                                                                 |                                |
| 40 | 40      | «Embrollo en Honk Kong (LA) Hong Kong Uy (ES)» «Hong Kong Screwy»                                     | 31 de mayo de 2018        | 7 de agosto de 2019 (BOOM)                                      | 7 de enero de 2019 (Movistar+) |

### Temporada 2: 2018
| Serie # | Temp. # | Título                                                                                               | Estreno en Estados Unidos | Estreno en Latinoamérica |
| --- | ------- | --- | ------------------------- | ------------------------ |
| 41 | 1       | «Pierre y los Carrera-Nautas» «Dickie and the Race-a-nauts»                                          | 29 de noviembre de 2018   | 14 de agosto de 2019     |
| 42 | 2       | «La hora infantil del solecito feliz del tío Pierre» «Uncle Dickie's Happy Sunshine Children's Hour» | 29 de noviembre de 2018   | 21 de agosto de 2019     |
| 43 | 3       | «Peter 2.0»                                                                                          | 29 de noviembre de 2018   | 28 de agosto de 2019     |
| 44 | 4       | «Caperucita Rosa» «Little Pink Riding Hood»                                                          | 29 de noviembre de 2018   | 3 de septiembre de 2019  |
| 45 | 5       | «Los autos punks» «Punky Races»                                                                      | 29 de noviembre de 2018   | 10 de septiembre de 2019 |
| Para celebrar el Jubileo Dorado de la Reina, nuestros corredores victorianos compiten conduciendo lo más avanzado en vehículos automotores a vapor... hasta que Pierre revela su plan de secuestrar a Victoria para tomar el poder de la Inglaterra del siglo XIX. |         | |                           |                          |
| 46 | 6       | «Ragnarok & Roll»                                                                                    | 29 de noviembre de 2018   | 17 de septiembre de 2019 |
| Thor, el dios del trueno, desafía a un grupo de corredores berserker vikingos a navegar por el peligroso océano y descubrir América ¡cosa que hacen cuando se toman la molestia de dejar de golpear todo lo que ven! |         | |                           |                          |
| 47 | 7       | «Locatlántida» «Wacklantis»                                                                          | 29 de noviembre de 2018   | 24 de septiembre de 2019 |
| El rey de la ciudad subacuática de Atlántida obliga a los corredores a llevar a su hijo vanidoso y malcriado en una carrera por las profundidades de la Fosa de las Marianas. |         | |                           |                          |
| 48 | 8       | «A jugar» «Game On»                                                                                  | 29 de noviembre de 2018   | 1 de octubre de 2019     |
| Pandora atrapa al equipo en su propio videojuego, en el que ganar es el único modo de escapar. |         | |                           |                          |
| 49 | 9       | «Firmado, sellado y loco» «Much Ado About Wacky»                                                     | 29 de noviembre de 2018   | 1 de octubre de 2019     |
| Cuando unos pingüinos malvados capturan a Santa Claus, su esposa llama a los corredores para que los salven. |         | |                           |                          |
| 50 | 10      | «Los autos locos, la película» «Far Away in Old Bombay»                                              | 29 de noviembre de 2018   | 8 de octubre de 2019     |
| Un ejecutivo de los Estudios Fílmicos Hermanos Locos contrata al equipo para protagonizar una versión de gran presupuesto y llena de acción de sus aventuras, con zombis, vampiros mutantes, extraterrestres y, lo que es peor, ¡escritores y directores de Hollywood! |         | |                           |                          |
| 51 | 11      | «Mucha locura, pocas nueces» «The Wacky Always Races Twice»                                          | 29 de noviembre de 2018   | 8 de octubre de 2019     |
| En el episodio más culto de Los autos locos, Pierre Nodoyuna dedica un programa entero a representar las obras de William Shakespeare con la ayuda de los demás corredores. |         | |                           |                          |
| 52 | 12      | «Locura momificada» «Mummy Madness»                                                                  | 29 de noviembre de 2018   | 22 de octubre de 2019    |
| Una carrera desde el desierto del Sahara hasta las pirámides de Guiza lleva a los corredores a develar un antiguo plan extraterrestre para conquistar el mundo. |         | |                           |                          |
| 53 | 13      | «Las carreras del Rey Salomón» «King Solomon's Races»                                                | 29 de noviembre de 2018   | 22 de octubre de 2019    |
| En el corazón de África, los corredores y la piloto invitada Pandora Glamour quedan atrapados en las minas del rey Salomón, laberínticas y cargadas de trampas. |         | |                           |                          |
| 54 | 14      | «El juicio de Pierre Nodoyuna» «The Trial of Dick Dastardly»                                         | 29 de noviembre de 2018   | 29 de octubre de 2019    |
| Cuando las trampas de Nodoyuna llegan demasiado lejos, los creadores del programa original lo eliminan de Los autos locos. Sus amigos hacen todo lo posible para defenderlo ante un jurado de los peores villanos animados de la historia, incluido Garra Siniestra, que está de regreso. |         | |                           |                          |
| 55 | 15      | «Locura en el espacio» «The Wack Stuff»                                                              | 29 de noviembre de 2018   | 5 de noviembre de 2019   |
| Unos extraterrestres secuestran a Penélope y la obligan a competir en una carrera espacial contra unos extraterrestres raros pero sorprendentemente familiares, ¡y solo el Fantasma del Espacio puede salvarnos a todos! |         | |                           |                          |
| 56 | 16      | «Día de perros» «Dog Gone Dastardly»                                                                 | 29 de noviembre de 2018   | 5 de noviembre de 2019   |
| Cuando un relámpago reconecta el cerebro de Nodoyuna, el villano comienza a creer que todas las personas que ve se parecen a Patán. Los corredores deben atreverse a viajar al lugar más horrible, peligroso, despreciable y horrible del universo: la mente de Nodoyuna. |         | |                           |                          |
| 57 | 17      | «Rayo púrpura espacial» «The Purple Ray from Outer Space»                                            | 29 de noviembre de 2018   | 29 de octubre de 2019    |
| En un homenaje a las aventuras espaciales de los años 30, el valiente y vigoroso héroe estadounidense Pedro Bello y sus amigos viajan a Plutón para impedir que el malvado emperador espacial Nodoyuna conquiste la Tierra. |         | |                           |                          |
| 58 | 18      | «El ataque del mega patán» «The Attack of the Mega-Muttley»                                          | 29 de noviembre de 2018   | 12 de noviembre de 2019  |
| Durante una carrera por Japón, otro de los planes de Nodoyuna sale mal y hace que Patán se convierta en un monstruo gigante que ataca el centro de Tokio. Con la ayuda de Listóforo, los corredores construyen un robot mecha enorme y fabuloso para enfrentarse al perrito enfurecido. |         | |                           |                          |
| 59 | 19      | «Más loco que la ficción» «Wackier Than Fiction»                                                     | 29 de noviembre de 2018   | 12 de noviembre de 2019  |
| Los corredores son transportados al Fictomundo con los más grandes personajes de ficción y, para poder volver a la realidad, luchan por demostrar que son personas reales (y no personajes de dibujos animados mal escritos). |         | |                           |                          |
| 60 | 20      | «No tan viejo para las locuras» «Never Too Old to Wacky»                                             | 29 de noviembre de 2018   | 19 de noviembre de 2019  |
| Cuando, por accidente, Listóforo envejece a los corredores y los convierte en personas de 80 años que se jubilan y van a vivir a un depósito para ancianos en Florida. Allí, los corredores demuestran que nunca se es demasiado viejo para desatar un caos completamente disparatado. |         | |                           |                          |
| 61 | 21      | «Magos locos» «Wacky Wizards»                                                                        | 29 de noviembre de 2018   | 26 de noviembre de 2019  |
| 62 | 22      | «Super locos» «Super Wacky»                                                                          | 29 de noviembre de 2018   | 26 de noviembre de 2019  |
| 63 | 23      | «Locura al futuro» «Wack to the Future»                                                              | 29 de noviembre de 2018   | 3 de diciembre de 2019   |
| 64 | 24      | — «Signed Sealed and Wacky»                                                                          | 29 de noviembre de 2018   | —                        |
| 65 | 25      | — «Wacky Races the Movie!»                                                                           | 29 de noviembre de 2018   | —                        |
| 66 | 26      | «Catástrofe» «Catastrophe»                                                                           | —                         | 3 de diciembre de 2019   |
| Episodio 31 de la Temporada 2 de "Los autos locos (2017)", serie televisiva que se transmitía por Boomerang. Sin embargo, producto de la cancelación de este canal en la programación, se encuentra actualmente disponible en al plataforma de HBOmax. Trama: El episodio comienza en una ciudad de gatos, en la cual se encuentran los habitantes felinos cantando una canción sobre gatos. Pero, la melodía es interrumpida por los autos locos, que se encuentran en una carrera. Accidentalmente, al atravesar la ciudad, los autos locos destruyen las casas y los gatos van siendo lanzados por los aires y se enojan por esto. Cuando Pierre Nodoyuna está a punto de cruzar la meta, los gatos buscan venganza, poniendo una copa de trofeo que en realidad es una trampa que hace que Pierre Nodoyuna suba a un cohete junto a Patán. Los gatos lanzan el cohete enviándolos al espacio. Los demás corredores ven cómo Pierre Nodoyuna se va al espacio mientras son atacados por los gatos con sed de venganza. Pierre Nodoyuna le pide a Patán que le saque una botella de agua de una máquina dispensadora, pero la máquina le da cosas extrañas al apretar los botones, haciendo que Patán quedara muy débil en el suelo. Pierre Nodoyuna aprieta un botón para que salga un Patán nuevo. Luego, selecciona un botón de hielo que hace que queden los dos congelados por muchos años, hasta que aterrizan en un lugar misterioso. Con el gran calor que hay en aquel lugar, se descongelan. Caminan por el desierto y llegan a una ciudad en la que los humanos actúan como gatos. Pierre Nodoyuna y Patán se dan cuenta de que dos personajes hablan y se acercan a ellos. Cuando les hablan, se dan vuelta y se dan cuenta de que son gatos. Luego, son capturados y llevados a un juicio, donde los jueces preguntan por qué los están juzgando y el carcelero responde que debido a que Pierre Nodoyuna habló. Entonces, los jueves llaman a un tal Dr. Z, quien luego de una "investigación detallada", piensa que Pierre Nodoyuna está imitando sonidos que ha escuchado de los gatos. Pierre Nodoyuna dice que le pregunten a Patán. Un juez pregunta quién es Patán y otro de los carceleros dice que Pierre Nodoyuna llegó a la ciudad con Patán. Entonces le muestran a los jueves a Patán y ellos preguntan qué tipo de animal es. Pierre Nodoyuna responde que es un perro y todos los gatos se asustan gritando: "perros, perros". Pierre Nodoyuna y Patán se escapan y se suben a un árbol y cuando Pierre Nodoyuna le dice a Patán que haga algo, un gato tenía una cuerda atada a un árbol y Patán la soltó, lo que hizo que salieran volando hacia un lugar llamado "Zona Cero". Ahí se encuentran con unos robots iguales a Patán, que les cuentan que un perro parecido a Patán, protegía al mundo de los gatos, con su mascota parecida a Pierre Nodoyuna, pero luego de que se fueron en el cohete, los gatos dominaron el mundo. había una profecía que decía que Patán volvería y derrotaría a los gatos. Entonces, Pierre Nodoyuna, Patán y los robots organizan un ataque a los gatos. Los gatos y los patanes se enfrentan y aparecen más escuadrones de animales (entre los que resaltan el escuadrón de "sushis indiferentes" y "los pavos"). Pierre Nodoyuna y Patán se arrancan en el mismo cohete justo antes de que explote la tierra y aparecen muchos patanes en el cohete. Curiosidades: - En la parte en que aparece el escuadrón de pavos, hay una música que se parece a la melodía de Star Wars. - Este episodio es una parodia de la película de 1968 "El planeta de los simios". El Dr. Z, está inspirado en el villano principal de esta película, llamado Dr. Zeus. - Algunos de los gatos, como el Dr. Z, tienen mucho parecido a los corredores de los autos locos, salvo a Pierre Nodoyuna y Patán. - Al parecer, la razón por la que aparece un escuadrón de sushis atacando a los gatos, es porque al comienzo de la canción de los gatos, ellos mencionan que les gusta comer sushi. - La razón por la que los gatos cabalgan sobre ratas en el episodio, se debe a que en la película, los simios cabalgaban sobre caballos. - Cuando Pierre Nodoyuna choca con dos gatos que aparecen recurrentemente, aparecen muchos gatos repetidos. - Uno de los dos gatos que tuvo el primer encuentro con Pierre Nodoyuna, en la escena siguiente de la anterior curiosidad, se encuentra junto a su esposa en los escalones del edificio en el que ocurrirá el juicio, pero en la siguiente escena, está a unos metros al lado de los jueces, pareciendo como si se hubiese teletransportado. - El que mostró a Patán a los jueces, fue el Dr. Z, concluyendo en esa escena, la última aparición del personaje en el episodio y en la serie en general. - La escena en que Pierre Nodoyuna y Patán llegán a la Zona Cero y ven a la estatua de la libertad, está inspirada en la escena final del planeta de los simios, lo que se hace evidente por la oración que dicen: "Lo lograste, lo lograste". - Los tres gatos que mueven el trofeo se parecen a los aristogatos de la película del mismo nombre de Disney, estrenada en el año 1970. |         | |                           |                          |
| 67 | 27      | «Cerebro antes que músculo» «Brains Before Brawn»                                                    | —                         | 10 de diciembre de 2019  |
| 68 | 28      | — «Double the Dastardly»                                                                             | —                         | —                        |
| 69 | 29      | — «Wackyland»                                                                                        | —                         | —                        |
| 70 | 30      | — «Curses, Foiled Again»                                                                             | —                         | —                        |